# Culicoides griseolus
Culicoides griseolus är en tvåvingeart som först beskrevs av Zetterstedt 1855.  Culicoides griseolus ingår i släktet Culicoides och familjen svidknott.
Artens utbredningsområde är Sverige. Inga underarter finns listade i Catalogue of Life.